# Општина Меститлан (Идалго)
Меститлан (шп. Metztitlán) општина је у Мексику у савезној држави Идалго. Општина се налази на надморској висини од 1328 м.

## Становништво
Према подацима из 2010. у општини је живело 21623 становника.

### Хронологија
| Година       | 2000                 | 2005                 | 2010                  |
| ------------ | -------------------- | -------------------- | --------------------- |
| Становништво | 20599 (9696 / 10903) | 20123 (9367 / 10756) | 21623 (10255 / 11368) |

### Попис
| \| \| м \| \| \| ж \| \| 0—2 \| 548 \| \| \| 520 \| \| 3—5 \| 608 \| \| \| 583 \| \| 6—11 \| 1.177 \| \| \| 1.244 \| \| 12—14 \| 603 \| \| \| 656 \| \| 15—17 \| 701 \| \| \| 695 \| \| 18—24 \| 1.026 \| \| \| 1.218 \| \| 60+ \| 1.412 \| \| \| 1.776 \| \| Просек : \| 30,6 \| \| \| 31,8 \| |       |  |  |       |
| |       |  |  |       |
| | м     |  |  | ж     |
| 0—2 | 548   |  |  | 520   |
| 3—5 | 608   |  |  | 583   |
| 6—11 | 1.177 |  |  | 1.244 |
| 12—14 | 603   |  |  | 656   |
| 15—17 | 701   |  |  | 695   |
| 18—24 | 1.026 |  |  | 1.218 |
| 60+ | 1.412 |  |  | 1.776 |
| Просек : | 30,6  |  |  | 31,8  |

| #   | Индикатор                                                                                        | Вредност |
| --- | ------------------------------------------------------------------------------------------------ | -------- |
| 1   | Становништво од 0 до 2 године                                                                    | 1068     |
| 2   | Мушко становништво од 0 до 2 године                                                              | 548      |
| 3   | Женско становништво од 0 до 2 године                                                             | 520      |
| 4   | Становништво са 3 и више година                                                                  | 20518    |
| 5   | Мушко становништво са 3 и више година                                                            | 9690     |
| 6   | Женско становништво са 3 и више година                                                           | 10828    |
| 7   | Становништво са 5 и више година                                                                  | 19725    |
| 8   | Мушко становништво са 5 и више година                                                            | 9287     |
| 9   | Женско становништво са 5 и више година                                                           | 10438    |
| 10  | Становништво са 12 и више година                                                                 | 16906    |
| 11  | Мушко становништво са 12 и више година                                                           | 7905     |
| 12  | Женско становништво са 12 и више година                                                          | 9001     |
| 13  | Становништво са 15 и више година                                                                 | 15647    |
| 14  | Мушко становништво са 15 и више година                                                           | 7302     |
| 15  | Женско становништво са 15 и више година                                                          | 8345     |
| 16  | Становништво са 18 и више година                                                                 | 14251    |
| 17  | Мушко становништво са 18 и више година                                                           | 6601     |
| 18  | Женско становништво са 18 и више година                                                          | 7650     |
| 19  | Становништво од 3 до 5 година                                                                    | 1191     |
| 20  | Мушко становништво од 3 до 5 година                                                              | 608      |
| 21  | Женско становништво од 3 до 5 година                                                             | 583      |
| 22  | Становништво од 6 до 11 година                                                                   | 2421     |
| 23  | Мушко становништво од 6 до 11 година                                                             | 1177     |
| 24  | Женско становништво од 6 до 11 година                                                            | 1244     |
| 25  | Становништво од 8 до 14 година                                                                   | 2878     |
| 26  | Мушко становништво од 8 до 14 година                                                             | 1389     |
| 27  | Женско становништво од 8 до 14 година                                                            | 1489     |
| 28  | Становништво од 12 до 14 година                                                                  | 1259     |
| 29  | Мушко становништво од 12 до 14 година                                                            | 603      |
| 30  | Женско становништво од 12 до 14 година                                                           | 656      |
| 31  | Становништво од 15 до 17 година                                                                  | 1396     |
| 32  | Мушко становништво од 15 до 17 година                                                            | 701      |
| 33  | Женско становништво од 15 до 17 година                                                           | 695      |
| 34  | Становништво од 18 до 24 године                                                                  | 2244     |
| 35  | Мушко становништво од 18 до 24 године                                                            | 1026     |
| 36  | Женско становништво од 18 до 24 године                                                           | 1218     |
| 37  | Женско становништво од 15 до 49 година                                                           | 5615     |
| 38  | Становништво са 60 и више година                                                                 | 3188     |
| 39  | Мушко становништво са 60 и више година                                                           | 1412     |
| 40  | Женско становништво са 60 и више година                                                          | 1776     |
| 41  | Однос између мушкараца и жена                                                                    | 90.21    |
| 42  | Становништво од нуле до 14 година                                                                | 5939     |
| 43  | Становништво од 15 до 64 године                                                                  | 13236    |
| 44  | Становништво од 65 година и више                                                                 | 2411     |
| 45  | Просечан број деце                                                                               | 2.97     |
| 46  | Становништво рођено у ентитету                                                                   | 19933    |
| 47  | Мушко становништво рођено у ентитету                                                             | 9471     |
| 48  | Женско становништво рођено у ентитету                                                            | 10462    |
| 49  | Становништво рођено у другом ентитету                                                            | 1483     |
| 50  | Мушко становништво рођено у другом ентитету                                                      | 687      |
| 51  | Женско становништво рођено у другом ентитету                                                     | 796      |
| 52  | Становништво од 5 година и више резидентно у ентитету у јуну 2005. године                        | 18576    |
| 53  | Мушко становништво старосног доба од 5 година и више, резидентно у ентитету у јуну 2005. године  | 8540     |
| 54  | Женско становништво старосног доба од 5 и више година, резидентно у ентитету у јуну 2005. године | 10036    |
| 55  | Становништво од 5 година и више које је живело у другом ентитету у јуну 2005. године             | 477      |
| 56  | Мушко становништво старије од 5 година које је живело у другом ентитету у јуну 2005. године      | 241      |
| 57  | Женско становништво старије од 5 година које је живело у другом ентитету у јуну 2005. године     | 236      |
| 58  | Становништво од 3 године и више које говори аутохтони језик                                      | 2778     |
| 59  | Мушко становништво старо 3 године и више које говори аутохтони језик                             | 1397     |
| 60  | Женско становништво старо 3 године и више које говори аутохтони језик                            | 1381     |
| 61  | Становништво од 3 године и више које говори аутохтони језик и не говори шпански језик            | 19       |
| 62  | Мушко становништво старо 3 године и више које говори аутохтони језик и не говори шпански         | 6        |
| 63  | Женско становништво старо 3 године и више које говори аутохтони језик и не говори шпански језик  | 13       |
| 64  | Становништво старо 3 године и више које говори аутохтони језик и шпански                         | 2697     |
| 65  | Мушко становништво старо 3 године и више које говори аутохтони језик и шпански                   | 1358     |
| 66  | Женско становништво старо 3 године и више које говори аутохтони језик и шпански                  | 1339     |
| 67  | Становништво од 5 година и више које говори аутохтони језик                                      | 2698     |
| 68  | Становништво од 5 година и више које говори аутохтони језик и не говори шпански језик            | 18       |
| 69  | Становништво од 5 година и више које говори аутохтони језик и говори шпански језик               | 2618     |
| 70  | Становништво у домородачким домаћинствима                                                        | 3644     |
| 71  | Становништво са ограничењима у активностима                                                      | 1733     |
| 72  | Становништво са ограниченим ходањем или кретањем, горе или доле                                  | 984      |
| 73  | Становници са ограничењима вида, чак и уз кориштење сочива                                       | 461      |
| 74  | Становништво са ограничењима говора, комуникације или конверзације                               | 135      |
| 75  | Становништво са ограниченим слухом                                                               | 208      |
| 76  | Становништво са ограничењима при одевању, купању или јелу                                        | 69       |
| 77  | Становништво са ограничењима у опажању или учењу једноставних ствари                             | 135      |
| 78  | Становништво са менталним ограничењима                                                           | 115      |
| 79  | Становништво без ограничења активности                                                           | 19769    |
| 80  | Становништво од 3 до 5 година које не похађа школу                                               | 535      |
| 81  | Мушко становништво од 3 до 5 година које не похађа школу                                         | 280      |
| 82  | Женско становништво од 3 до 5 година које не похађа школу                                        | 255      |
| 83  | Становништво од 6 до 11 година које не похађа школу                                              | 35       |
| 84  | Мушко становништво од 6 до 11 година које не похађа школу                                        | 15       |
| 85  | Женско становништво од 6 до 11 година које не похађа школу                                       | 20       |
| 86  | Становништво од 12 до 14 година које не похађа школу                                             | 95       |
| 87  | Мушко становништво од 12 до 14 година које не похађа школу                                       | 53       |
| 88  | Женско становништво од 12 до 14 година које не похађа школу                                      | 42       |
| 89  | Становништво од 15 до 17 година похађа школу                                                     | 823      |
| 90  | Мушко становништво од 15 до 17 година похађа школу                                               | 384      |
| 91  | Женско становништво између 15 и 17 година живота у школи                                         | 439      |
| 92  | Становништво од 18 до 24 године похађа школу                                                     | 416      |
| 93  | Мушко становништво од 18 до 24 године похађа школу                                               | 176      |
| 94  | Женско становништво од 18 до 24 године похађа школу                                              | 240      |
| 95  | Становништво од 8 до 14 година које не може да чита и пише                                       | 104      |
| 96  | Мушко становништво старосног доба од 8 до 14 година које не може да чита и пише                  | 56       |
| 97  | Женско становништво старосног доби од 8 до 14 година које не може да чита и пише                 | 48       |
| 98  | Становништво од 15 година и више које је неписмено                                               | 2409     |
| 99  | Мушко становништво од 15 година и више које је неписмено                                         | 883      |
| 100 | Женско становништво од 15 година и више које је неписмено                                        | 1526     |
| 101 | Становништво старо 15 и више година без школовања                                                | 1848     |
| 102 | Мушко становништво старо 15 и више година без школовања                                          | 672      |
| 103 | Женско становништво старо 15 и више година без школовања                                         | 1176     |
| 104 | Становништво старосног доба 15 и више година са непотпуним основним образовањем                  | 3816     |
| 105 | Мушко становништво старосног доба од 15 година и више са непотпуном основним образовањем         | 1895     |
| 106 | Женско становништво старосног доба 15 и више година са непотпуном основним образовањем           | 1921     |
| 107 | Становништво старо 15 и више година са комплетним основним образовањем                           | 3339     |
| 108 | Мушко становништво старо 15 година и више са комплетним основним образовањем                     | 1646     |
| 109 | Женско становништво старо 15 и више година са комплетним основним образовањем                    | 1693     |
| 110 | Становништво старосног доба 15 и више година са непотпуним средњим образовањем                   | 569      |
| 111 | Мушко становништво старосног доба од 15 година и више са непотпуним средњим образовањем          | 303      |
| 112 | Женско становништво старосног доба од 15 година и више са непотпуним средњим образовањем         | 266      |
| 113 | Становништво старо 15 и више година са пуним секундарном образовањем                             | 3760     |
| 114 | Мушко становништво старосног доба од 15 година и више са пуним секундарном образовањем           | 1777     |
| 115 | Женско становништво старосног доба од 15 година и више са пуним секундарном образовањем          | 1983     |
| 116 | Становништво старије од 18 година са постосновним образовањем                                    | 1852     |
| 117 | Мушко становништво старије од 18 година са постосновним образовањем                              | 804      |
| 118 | Женско становништво старије од 18 година са постосновним образовањем                             | 1048     |
| 119 | Просечна оцена школовања                                                                         | 6.25     |
| 120 | Просечан ниво образовања мушке популације                                                        | 6.33     |
| 121 | Просечан ниво образовања женског становништва                                                    | 6.17     |
| 122 | Економски активно становништво                                                                   | 7552     |
| 123 | Економски активна мушка популација                                                               | 5756     |
| 124 | Економски активна женска популација                                                              | 1796     |
| 125 | Становништво које није економски активно                                                         | 9214     |
| 126 | Мушко становништво које није економски активно                                                   | 2044     |
| 127 | Женско становништво које није економски активно                                                  | 7170     |
| 128 | Запослено становништво                                                                           | 6865     |
| 129 | Запослено мушко становништво                                                                     | 5141     |
| 130 | Запослено женско становништво                                                                    | 1724     |
| 131 | Незапослена популација                                                                           | 687      |
| 132 | Незапослена мушка популација                                                                     | 615      |
| 133 | Незапослена женска популација                                                                    | 72       |
| 134 | Становништво без права на здравствене услуге                                                     | 15367    |
| 135 | Становништво које има право на здравствене услуге                                                | 6205     |
| 136 | Становништво које има право на ИМСС                                                              | 1377     |
| 137 | Становништво које има право на социјално осигурање                                               | 883      |
| 138 | Становништво које има право на државно социјално осигурање                                       | 105      |
| 139 | Становништво које има право на опште осигурање или здравствено осигурање за нову генерацију      | 3578     |
| 140 | Становништво које је било једном или није било у браку током 12 година и више                    | 5463     |
| 141 | Венчано или уједињено становништво од 12 година и више                                           | 9575     |
| 142 | Становништво које је било у браку или уједињено 12 година и више                                 | 1847     |
| 143 | Становништво са католичком религијом                                                             | 20334    |
| 144 | Протестанти, еванђелисти и библијски следбеници различити од еванђелиста                         | 909      |
| 145 | Становништво са другим религијама различитим од претходних                                       | 2        |
| 146 | Становништво без религије                                                                        | 139      |
| 147 | Укупно пописаних домаћинства                                                                     | 6037     |
| 148 | Пописна домаћинства на челу са мушкарцима                                                        | 4557     |
| 149 | Пописна домаћинства на челу са женама                                                            | 1480     |
| 150 | Становништво у пописним домаћинствима                                                            | 21579    |
| 151 | Становништво у пописним домаћинствима на челу са мушкарцима                                      | 17549    |
| 152 | Становништво у пописним домаћинствима на челу са женама                                          | 4030     |
| 153 | Укупно домаћинстава                                                                              | 8388     |
| 154 | Укупно насељених домаћинстава                                                                    | 6047     |
| 155 | Укупно приватних кућа                                                                            | 8378     |
| 156 | Насељени приватни домови                                                                         | 6037     |
| 157 | Укупно насељених приватних кућа                                                                  | 6044     |
| 158 | Ненасељене приватне куће                                                                         | 1415     |
| 159 | Појединачна домаћинства за привремену употребу                                                   | 926      |
| 160 | Становници у насељеним приватним кућама                                                          | 21579    |
| 161 | Насељеност станара у приватним становима                                                         | 3.57     |
| 162 | Просечно становника по соби у приватним насељеним домаћинствима                                  | 1.1      |
| 163 | Појединачна домаћинства са подовима од различитих материјала од земље                            | 4731     |
| 164 | Појединачна домаћинства у приземљу                                                               | 1296     |
| 165 | Појединачна домаћинства са једном спаваћом собом                                                 | 2745     |
| 166 | Појединачна домаћинства са две спаваће собе и више                                               | 3279     |
| 167 | Појединачна домаћинства са једним собом                                                          | 359      |
| 168 | Појединачна домаћинства са две собе                                                              | 1444     |
| 169 | Појединачна домаћинства са 3 собе и више                                                         | 4221     |
| 170 | Појединачна домаћинства која имају електрично светло                                             | 5596     |
| 171 | Појединачна домаћинства која немају електрично светло                                            | 433      |
| 172 | Појединачна домаћинства која имају водоводну воду у стамбеном простору                           | 4825     |
| 173 | Појединачна домаћинства која немају водоводну воду у стамбеном простору                          | 1200     |
| 174 | Појединачна домаћинства која имају тоалет                                                        | 5108     |
| 175 | Појединачна домаћинства која имају канализацију                                                  | 4847     |
| 176 | Појединачна домаћинства која немају канализацију                                                 | 1105     |
| 177 | Појединачна домаћинства која имају електрично светло, довод воде из јавне мреже и канализацију   | 4044     |
| 178 | Појединачна домаћинства без икаквих услова                                                       | 528      |
| 179 | Појединачна домаћинства која имају радио                                                         | 3916     |
| 180 | Појединачна домаћинства која имају телевизор                                                     | 4577     |
| 181 | Појединачна домаћинства која имају фрижидер                                                      | 3663     |
| 182 | Појединачна домаћинства која имају машину за веш                                                 | 2235     |
| 183 | Појединачна домаћинства која имају аутомобил или комби                                           | 1744     |
| 184 | Појединачна домаћинства која имају рачунар                                                       | 355      |
| 185 | Појединачна домаћинства која имају фиксну телефонску линију                                      | 945      |
| 186 | Појединачна домаћинства која имају мобилни телефон                                               | 1442     |
| 187 | Појединачна домаћинства која имају приступ интернету                                             | 115      |